# Georges Beaucourt
Georges Beaucourt, né le 15 avril 1912 à Roubaix et décédé le 27 février 2002 à Douai, est un footballeur international français, reconverti entraîneur,puis cadre supérieur aux Charbonnages de France. Élève en Math Sup et Maths Spe au Lycée Faidherbe de Lille, il remporte à plusieurs reprises les titres de champion de France scolaire et universitaire.Il renonce aux Grandes Ecoles pour signer son contrat professionnel à l'Olympique Lillois au cours de l'été 1932, et ainsi remporter en mai 1933, à 21 ans et capitaine, le premier titre de champion de France professionnel . Il a été sélectionné pour participer à la Coupe du monde 1934.

## Biographie

### Olympique lillois (1928-1938)
Champion de France en 1933, en tant que capitaine lillois, Beaucourt reçoit la trophée récompensant le premier club champion professionnel de football des mains d'Hippolyte Ducos, sous-secrétaire d'État à l'Éducation nationale.
Georges Beaucourt fait partie de l'équipe de France participant à la Coupe du monde 1934 en Italie. Il n'entre jamais en jeu.
Le 13 décembre 1936, Georges Beaucourt connait sa seule sélection en équipe de France qui reçoit la Yougoslavie en match amical (victoire 1-0).

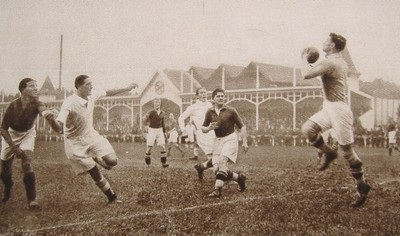
Olympique lillois-Marseille au Stade Henri-Jooris, le 11 septembre 1932, premier match professionnel du club et de son capitaine Beaucourt.

### RC Lens (1938-1945)
En 1938, son transfert entre l'Olympique lillois et le RC Lens fait du bruit puisqu'il se monnaye pour 150 000 francs (environ 22 900 €), montant considérable pour l'époque.
Lors de sa première saison lensoise, Georges Beaucourt joue trente matchs et termine septième du championnat. Ensuite malheureusement, la Seconde Guerre mondiale gâche sa fin de carrière. Après une année de guerre et une année de captivité, Beaucourt retrouve le RC Lens en pleine forme et remporte le championnat de la Zone Nord. Il rejoint ensuite l'équipe fédérale Lens-Artois qui termine première du championnat de France fédéral.
Il est aussi l'entraîneur du club pendant deux ans,.
Après sa carrière, Georges Beaucourt trouve un emploi aux Houillères du Bassin minier du Nord-Pas-de-Calais. Ayant continué ses études en travaillant et en jouant au football, Beaucourt devient docteur en droit, chef du service des contentieux,puis secrétaire général du groupe  de Douai à Aniche.
En 2022, le magazine So Foot le classe dans le top 1000 des meilleurs joueurs du championnat de France, à la 224e place.

## Statistiques
| Saison                | Club                  | Championnat           | Championnat | Championnat | Coupe(s) nationale(s) | Coupe(s) nationale(s) | France | France | Total | Total |
| Saison                | Club                  | Division              | M.          | B.          | M.                    | B.                    | M.     | B.     | M.    | B.    |
| 1931-1932             | Olympique lillois     | Div. nat.             | -           | -           | 4                     | 0                     | -      | -      | 4     | 0     |
| 1932-1933             | Olympique lillois     | D1                    | 18          | 0           | 3                     | 0                     | -      | -      | 21    | 0     |
| 1933-1934             | Olympique lillois     | D1                    | 26          | 0           | 5                     | 0                     | -      | -      | 31    | 0     |
| 1934-1935             | Olympique lillois     | D1                    | 29          | 1           | 3                     | 0                     | -      | -      | 32    | 1     |
| 1935-1936             | Olympique lillois     | D1                    | 30          | 1           | 5                     | 0                     | 1      | 0      | 36    | 1     |
| 1936-1937             | Olympique lillois     | D1                    | 30          | 0           | 5                     | 0                     | -      | -      | 35    | 0     |
| 1937-1938             | Olympique lillois     | D1                    | 27          | 1           | 7                     | 0                     | -      | -      | 34    | 1     |
| Sous-total            | Sous-total            | Sous-total            | 160         | 3           | 32                    | 0                     | 1      | 0      | 193   | 3     |
| 1938-1939             | RC Lens               | D1                    | 30          | 0           | 3                     | 0                     | -      | -      | 33    | 0     |
| 1939-1940             | RC Lens               | D1                    | -           | -           | 4                     | 0                     | -      | -      | 4     | 0     |
| 1940-1941             | RC Lens               | D1                    | -           | -           | 1                     | 0                     | -      | -      | 1     | 0     |
| 1941-1942             | RC Lens               | D1                    | -           | -           | 7                     | 1                     | -      | -      | 7     | 1     |
| 1942-1943             | RC Lens               | D1                    | -           | -           | 4                     | 1                     | -      | -      | 4     | 1     |
| Sous-total            | Sous-total            | Sous-total            | 30          | 0           | 19                    | 2                     | 0      | 0      | 49    | 2     |
| 1943-1944             | ÉF Lens-Artois        | D1                    | -           | -           | 4                     | 0                     | -      | -      | 4     | 0     |
| 1944-1945             | RC Lens               | D1                    | -           | -           | -                     | -                     | -      | -      | 0     | 0     |
| Total sur la carrière | Total sur la carrière | Total sur la carrière | 190         | 3           | 52                    | 2                     | 1      | 0      | 243   | 5     |

## Palmarès
Championnat de France (2)
- Champion en 1933 et 1944
- Champion du groupe Nord en 1943